# Silène à bouquets
Atocion armeria
Espèce
Classification phylogénétique
Le Silène à bouquets, Atocion armeria (anciennement Silene armeria), aussi appelé Silène armérie ou Atocion armérie, est une espèce de plantes herbacées annuelles de la famille des Caryophyllacées du genre Atocion.
Ce silène pousse sur des sols secs et arides à des altitudes variant de 0 à 1 500 m. Il est également cultivé comme plante ornementale, introduit, subspontané et parfois naturalisé (notamment dans le Midi de la France).

## Description

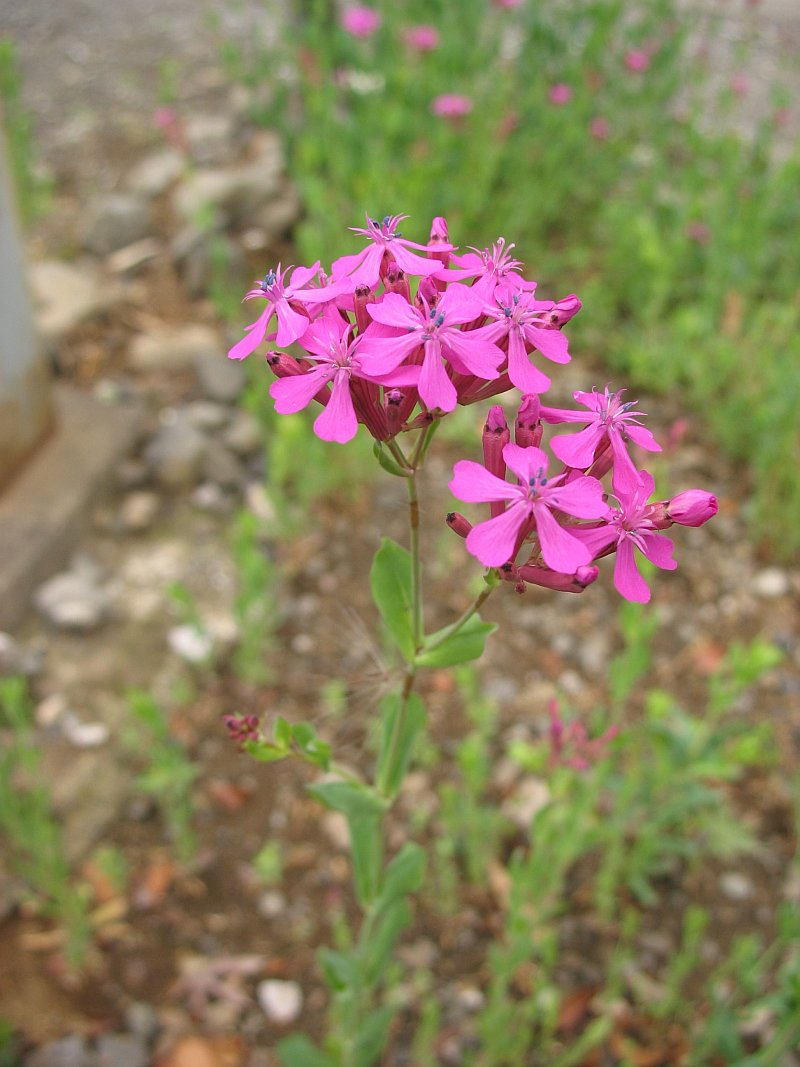

La plante mesure 15 à 60 cm de haut, les fleurs sont disposées par petits groupes en haut de la tige, le diamètre de la corolle atteint 10 à 15 mm. Les feuilles sont ovales, opposées deux à deux le long d’une tige relativement droite et fine, elles ne forment pas de rosette. La tige porte des tronçons visqueux et collants sur le haut. 

### Caractéristiques
- Organes reproducteurs
  - Couleur dominante des fleurs : blanc, rose
  - Période de floraison : mai-septembre
  - Inflorescence : cyme bipare
  - Sexualité : hermaphrodite
  - Ordre de maturation :
  - Pollinisation : entomogame
- Graine
  - Fruit : capsule
  - Dissémination : anémochore
- Habitat et répartition
  - Habitat type : tonsures annuelles basophiles, européennes
  - Aire de répartition : européenne

Données d'après : Julve, Ph., 1998 ff. - Baseflor. Index botanique, écologique et chorologique de la flore de France. Version : 23 avril 2004.